# Inspiration Mars Foundation

Logotipo de Inspiration Mars.

Inspiration Mars Foundation es una organización estadounidense sin ánimo de lucro fundada por Dennis Tito que se propuso enviar una misión tripulada hacia Marte en enero de 2018, o, en su caso, 2021, como fecha límite. Su sitio web dejó de funcionar a finales del año 2015 quedando su documentación archivada en la biblioteca digital Internet Archive. Se desconoce el futuro de los planes de la Fundación.

## Historia
El 27 de febrero de 2013, la Inspiration Mars Foundation celebró una conferencia de prensa en el National Press Club para anunciar que tenía intención de adquirir hardware espacial, servicios de lanzamiento de vehículos y también seleccionar una pareja casada como tripulación, y recaudar los fondos necesarios para lanzar una misión a Marte en el año 2018. Dennis Tito dijo que iba a financiar la fundación con 100 millones de dólares como inicio durante el primer año de la operación.
En dicha conferencia, sin embargo, Dennis Tito adelantó también que el plan podría ser imposible sin una inversión significativa de la NASA y el uso de medios tecnológicos de la NASA. La NASA, sin embargo, mostró ser un socio poco dispuesto.